# Nathaniel Lubell
Bennet Nathaniel "Nate" Lubell (New York, 15 augustus 1916 – Fort Lee, 17 september 2006) was een Amerikaans schermer die actief was in alle drie wapencategorieën. 
Lubell was actief op de Olympische Zomerspelen van 1948, 1952 en 1956. Tijdens alle edities was hij actief in het floret met het Amerikaanse team, enkel tijdens zijn eerste twee deelnames was hij ook actief in het individuele floret-evenement. Individueel raakte hij in 1948 niet voorbij de eerste ronde en strandde hij in 1952 in de derde ronde. Met het Amerikaanse team behaalde hij tweemaal de vierde plaats. Tevens won hij op de Pan-Amerikaanse Spelen van 1951 één individuele medaille en drie in team-evenementen. 

## Palmares
- Olympische Spelen
  - 1948, 1956: 4e - floret team

- Pan-Amerikaanse Spelen
  - 1951:  - floret team
  - 1951:  - sabel team
  - 1951:  - degen team
  - 1951:  - floret individueel